# Oda Hardt-Rösler
Oda Hardt-Rösler (* 24. August 1880 auf Gut Schildeck bei Osterode in Ostpreußen; † 17. Oktober 1965 in Berlin) war eine deutsche Bildende Künstlerin.

## Leben
Oda Hardt war die Tochter eines Rittergutsbesitzers in Ostpreußen und erhielt bereits 1896 Unterricht auf einer privaten Malschule in Berlin. Von 1902 bis 1906 studierte sie an der Kunstakademie Königsberg bei Ludwig Dettmann, wo sie schon 1902 ihren späteren Ehemann Waldemar Rösler kennenlernte. Im Jahre 1906 heirateten die beiden und zogen  nach Groß-Lichterfelde bei Berlin, wo sie 1907 die Zwillinge Louise und Fritz (gefallen 1943 in Italien) gebar. Waldemar Rösler nahm sich am 14. Dezember 1916 das Leben.
Oda Hardt-Rösler war bis 1925 mit der Erziehung ihrer beiden Kinder beschäftigt und übte in diesen Jahren keine künstlerische Tätigkeit aus. Dann lebte sie 1925–28 in Weimar, wo sie Anregungen durch das Bauhaus erfuhr. Ab 1929 lebte sie wieder in Berlin. In den 1930er Jahren legte sie sich das Pseudonym „Xeiner“ zu.
Zahlreiche Jugendwerke wurden 1944 in den Kriegswirren auf Gut Schildeck zerstört. Nach dem Krieg gründete sie zusammen mit Ottilie Reylaender die private Malschule Das Atelier im Freien und stellte mit der Künstlergilde Esslingen aus. Sie malte bis zu ihrem 82. Lebensjahr, starb dann am 17. Oktober 1965 nach längerer Krankheit in Berlin.

## Werke in Museen
- Nationalgalerie Berlin, Staatliche Museen Stiftung
- Preußischer Kulturbesitz
- Ostpreußisches Landesmuseum Lüneburg
- Ostdeutsche Galerie Regensburg